# Jerry Murad’s Harmonicats

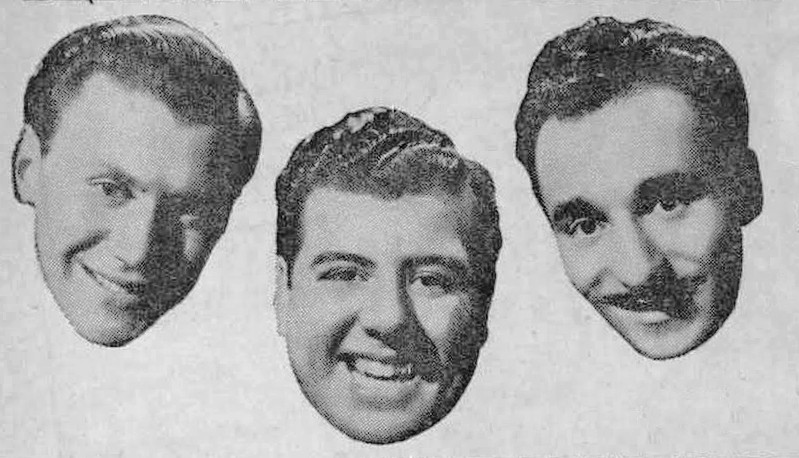
The Harmonicats, ca. 1950.

Jerry Murad’s Harmonicats waren eine US-amerikanische Musikgruppe, die aufgrund ihrer Harmonica-Musik Bekanntheit erlangte.

## Entstehung
Die Band wurde 1947 gegründet. Ursprünglich hießen sie The Harmonica Madcaps und die Gruppe bestand aus Jerry Murad (Chromatische Lead-Mundharmonika), Bob Hadamik (Bass-Mundharmonika), Pete Pedersen (Chromatische Mundharmonika) und Al Fiore (Akkord-Mundharmonika). 1947 bestand die Gruppe aus Murad, Fiore, Don Les an der Bassharmonika und Cappy Lafell an der Polyphonia. Sie bildeten schließlich (um 1948) ein Trio mit Murad, Fiore und Les.
Im Jahr 1947, während des record bans, nahm die Gruppe den Hit „Peg o’ My Heart“ für Vitacoustic Records auf, welcher 21 Wochen in den Billboard-Charts stand (auch als Nr. 1) und sich im ersten Jahr mehr als 2 Mio. Mal verkaufte. Es war die erste Schallplatte in der Geschichte, die künstlichen Hall (reverb) verwendete. Pedersen und Gail Wallace blieben während des gesamten Bestehens der Gruppe Mitwirkende, arbeiteten an Arrangements und nahmen gelegentlich Aufnahmen auf.
Im Jahr 1949, als Don Les‘ Vater starb, bat die Band Johnny Thompson, für ein paar Wochen für Les an der Bassharmonika einzuspringen. Thompson spielte mit ihnen Anfang der 1950er Jahre bei ihren Residenzauftritten im Frontier Hotel in Las Vegas. Mitte der 1950er Jahre litt Les an einer Netzhautablösung, und Thompson nahm erneut seinen Platz ein, bis Les später wieder Vollzeit arbeiten konnte. 1958 erlitt Al Fiore seinen ersten Herzinfarkt und Bob Herndon vertrat ihn mehrere Monate lang.
In den frühen 1970er Jahren verließ Don Les die Gruppe und wurde durch Dick Gardner ersetzt, der mehr als 20 Jahre in der Gruppe blieb. Zu den weiteren Mitgliedern der Gruppe gehörten:

## Mitglieder

### Jerry Murad
Jerry Murad (Chromatic Harmonica) war ein Armenier, der 1918 in Istanbul, Türkei, geboren wurde und im Alter von zwei Jahren nach Amerika gekommen war. Er spielte zunächst diatonische Mundharmonikas und begann bald darauf mit der chromatischen Mundharmonika. Murad spielte Hohner 270er und 64er sowie die Musette, eine speziell für ihn gefertigte Mundharmonika, die die Klangeigenschaften eines französischen Akkordeons nachahmt. Dieses Instrument ist in der Aufnahme von „Parisienne Fantasy“ aus den 1960er Jahren zu hören. Murad spielte auch die Hohner Polyphonia (eine Art melodische Orchesterharmonika). Er starb 1996 an einem Herzinfarkt.

### Don Les
Don Les (Dominic Leshinski) (1914–1994) (Bassharmonika) wurde in Lorain, Ohio, geboren. mit angeborenem Katarakt geboren. Im Alter von zwölf Jahren konnte er nach „ein paar Operationen“ wieder sehen, aber selbst als Erwachsener betrug sein Sehvermögen nur etwa 30 % des Normalwerts. Irgendwann entwickelte er seine eigene Version der Harmonicats. Die Don Les Harmonicats mit Mildred Mulcay (vom Mundharmonika-Duo The Mulcays) und Lenny Leavitt. Sie veröffentlichten ein Weihnachtsalbum mit dem Titel Christmas with the Don Les Harmonicats.

### Al Fiore
Al Fiore (Akkord-Mundharmonika) wurde in Chicago geboren und begann im Alter von 13 Jahren mit Akkord-Mundharmonikas zu experimentieren. Fiore spielte die seltene Hohner Chord im alten Stil oder „Reverse-Layout“. Mit dieser Mundharmonika spielte er den Nr.-1-Hit der Band Peg o’ My Heart ein.

### Cappy Laffel
Leon „Cappy“ Laffel (1913–2002) war in den Jahren 1947 und 1948 der Polyphonia-Spieler der Harmonicats. Er verließ die Band vor 1950. Er ist auf Liedern wie „Ritual Fire Dance“ und „Always in My Heart“ zu hören.

### Bob Herndon
In den späten 1950er Jahren ersetzte Bob Herndon Al Fiore an der Akkordharmonika, während Al sich von einem Herzinfarkt erholte. Er ist mit den Harmonicats zu sehen, die 1958 „Peg O’ My Heart“ und „12th Street Rag“ spielten.
Als Don Les die Gruppe verließ, wurde Bob mit „The New Don Les Harmonicats“ und „The New Tennessee Philharmonicas“ Dons Akkord- und Harmonienspieler mit Mildred Mulcay.

### John Thompson
John Thompson kam 1951 mit der Bassharmonika zu den Harmonicats, blieb aber aufgrund von Konflikten nur sehr kurze Zeit.

### Dick Gardner
Dick Gardner (Bass Harmonica) übernahm für Don Les 1970 und blieb bei den Cats für mehr als 20 Jahre.

### Bob Bauer
Bob Bauer (Chord Harmonica) übernahm für George Miklas 1985 und nachdem Al Fiore die Gruppe verlassen hatte, blieb er einige Jahre dabei.

### George Miklas
George Miklas war ursprünglich Akkordspieler der Gruppe, bevor er die Gruppe verließ und später zurückkehrte, um in der Gruppe Bass zu spielen.

### Al Data
Al Data spielte in der letzten Zeit der Gruppe bis zu Jerrys Tod im Jahr 1996 Akkord-Harmonika.

### Joe Mass Jr.
Joe Mass Junior (1953–2018) spielte ein Jahr lang während einer Tournee in Kalifornien Akkord-Harmonika.

### J.R. Mass
Jerry „JR“ Mass, der Bruder von Joe Mass Jr., spielte ein Jahr lang während einer Tournee in Kalifornien die Bassharmonika.

### Buddy Boblink
Charles „Buddy“ Boblink spielte in den 1990er Jahren und bis zu Jerrys Tod im Jahr 1996 Akkord-Harmonika in der Gruppe.

### Pete Pedersen
Pete Pedersen war der Hauptarrangeur der Gruppe und blieb während des fast 50-jährigen Bestehens der Band der zweite chromatische Spieler für viele Alben.

### Frank Warner
Frank Warner sprang zeitweise mit der Bassharmonika ein.

## Peg o’ My Heart
Ihre Aufnahme des Liedes Peg o‘ My Heart aus dem Jahr 1947 (Mercury Records, ursprünglich bei Bill Putnams Universal Records und dann bei Vitacoustic Records neu aufgelegt, Katalognummer 1) brachte ihnen öffentliche Aufmerksamkeit und verkaufte sich bis 1950 über eine Million Mal und erreichte Platz 1 der US-Billboard-Charts. Als Toningenieur Bill Putnam das Lied aufnahm, nutzte er das Badezimmer von Universal Recording als Echokammer und war der erste Mensch, der künstlichen Nachhall kreativ bei einer Pop-Aufnahme einsetzte.
Weitere Charthits der Gruppe waren „Hair of Gold, Eyes of Blue“ (No. 15) 1948, „Charmaine“" (No. 21) 1952 und „Cherry Pink and Apple Blossom White“ (No. 56) 1961. Jerry Murad hatte 1953 mit Richard Haymans Orchester einen Solohit mit „The Story of Three Loves“ (No. 14).

## Diskografie

### 10" albums
- Jerry Murad’s Harmonicats (Mercury, 1950)
- Harmonica Highlights (Mercury, 1952)
- Harmonica Hits (Mercury, 1952)
- Harmonica Classics (Mercury, 1952)
- Olé: South of the Border with the Harmonicats (Mercury, 1954)

### 12" albums
- Harmonicats’ Selected Favorites (Mercury, 1955)
- South American Nights (Mercury, 1956)
- Command Performance (Mercury, 1956)
- The Cats Meow (Mercury, 1956)
- Dolls, Dolls, Dolls (Mercury, 1957)
- Harmonicha Cha-Cha (Mercury, 1958)
- In the Land of Hi-Fi (Mercury, 1959)
- Harmonically Yours (Mercury, 1960)
- Cherry Pink and Apple Blossom White (Columbia, 1960)
- Peg o’ My Heart (Columbia, 1961)
- Love Theme from El Cid and Other Motion Picture Songs and Themes (Columbia, 1962)
- Sentimental Serenade (Columbia, 1962)
- Fiesta! (Columbia, 1962)
- Forgotten Dreams (Columbia, 1963)
- The Soul of Italy (Columbia, 1963)
- Try a Little Tenderness (Columbia, 1963)
- The Love Song of Tom Jones (Columbia, 1964)
- That New Gang of Mine! (Columbia, 1965)
- Harmonica Rhapsody (Columbia, 1965)
- What’s New Harmonicats? (Columbia, 1966)
- Great Themes from TV and Motion Pictures (Columbia, 1969)